# Elisabeth Brøndsted Skolen
Elisabeth Brøndsted Skolen blev grundlagt i 1884 som Aalborg højere Pigeskole af Helga Scholten. 
I 1917 overtog Elisabeth Brøndsted ledelsen. Hun bragte nye pædagogiske tilgange med sig, som byggede på gruppearbejde og elevforedrag. I 1934 begyndte skolen af lukke drenge ind samtidig med at der blev ansat mandlige lærere. Den nye fællesskole kom nu til at hedde Elisabeth Brøndsteds Skole.
Skolen blev i 1973 lagt sammen med en anden privatskole i Aalborg og den nye skole kom nu til at hedde Skipper Clement Skolen.
| Skole | Spire Denne artikel om en skole, en uddannelsesinstitution eller uddannelse er en spire som bør udbygges. Du er velkommen til at hjælpe Wikipedia ved at udvide den. |

|  | Denne artikel om en bygning eller et bygningsværk kan blive bedre, hvis der indsættes et (bedre) billede. Du kan hjælpe ved at afsøge Wikimedia Commons for et passende billede eller lægge et op på Wikimedia Commons med en af de tilladte licenser og indsætte det i artiklen. |

|  | Denne artikel kan blive bedre, hvis der indsættes geografiske koordinater Denne artikel omhandler et emne, som har en geografisk lokation. Du kan hjælpe ved at indsætte koordinater i wikidata. |